# Carlos Yulo
Carlos Edriel Yulo (ur. 16 lutego 2000 r. w Manili) – filipiński gimnastyk, mistrz świata w ćwiczeniach wolnych, mistrz Azji juniorów, uczestnik Igrzysk Azjatyckich 2018. Dwukrotny mistrz olimpijski w gimnastyce sportowej. 

## Życiorys
W 2018 roku na mistrzostwach świata w Dosze zdobył brązowy medal w ćwiczeniach wolnych. Rok później w tej samej konkurencji został mistrzem świata w Stuttgarcie. Został pierwszym zdobywcą złotego medalu w Azji Południowo-wschodniej w historii.
W 2021 roku wziął udział w Letnich Igrzyskach Olimpijskich 2020 w Tokio, gdzie w konkurencji ćwiczeń wolnych mężczyzn zajął 44. miejsce, w konkurencji ćwiczeń na kółkach był 24., w ćwiczeniach na poręczach był 55., a w skokach zajął 4. miejsce. Dało mu to 47. miejsce w wieloboju.
W 2024 roku ponownie wystartował na Letnich Igrzyskach Olimpijskich, gdzie w konkurencjach ćwiczeń wolnych i skoków zdobył złote medale.